# Andreas Schmittner

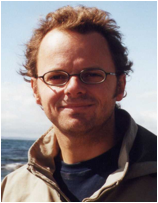
Andreas Schmittner

Andreas Schmittner (* 17. Dezember 1966 in Bremen) ist ein deutscher Physiker und Klimawissenschaftler, der an der Oregon State University am College of Earth, Ocean, and Atmospheric Sciences forscht und als Assistenzprofessor lehrt.

## Biografie
Andreas Schmittner hat 1996 mit dem Diplom in Physik an der Universität Bremen abgeschlossen und wurde 1999 an der Universität Bern über den globalen atmosphärischen Wasserkreislauf promoviert. Schmittner ist verheiratet und hat eine Tochter.

## Forschung
Schmittner hat im Bereich der Klimaforschung unter anderem zu den möglichen Folgen zukünftiger Klimaerwärmung auf Ozeanströmungen und das marine Ökosystem veröffentlicht. Weitere Publikationen beschäftigen sich mit den Auswirkungen von Änderungen der globalen Ozeanzirkulation auf Nährstoffkreislauf, Planktonwachstum und Sauerstoffkonzentrationen im Ozean sowie auf Fluktuationen verschiedener Treibhausgase während der letzten Eiszeit. Eine kürzlich erschienene Studie sucht das Verständnis der heutigen Ozeanzirkulation zu verbessern.
Eine 2011 in dem Magazin Science veröffentlichte Studie Schmittners verwendete Paläoklimadaten aus der Maximalphase der letzten Eiszeit in Verbindung mit Klimamodellrechnungen, um die Klimasensitivität abzuschätzen. Der vorgeschlagene Wert ist mit 2,3 °C niedriger als die Abschätzung von 3 °C im Vierten Sachstandsbericht des IPCC, liegt jedoch innerhalb des entsprechenden Unsicherheitbereichs.
Die Arbeit von Schmittner u. a. unterscheidet sich vor allem dadurch von vergleichbaren Arbeiten, dass sie einen kleineren Unsicherheitsbereich aufweist und die Klimasensitivität nach oben stärker begrenzt als andere Arbeiten. Werte der Klimasensitivität über 6 °C können der Studie zufolge als äußerst unwahrscheinlich betrachtet werden.
Spätere wissenschaftliche Kommentare, auch von Schmittner und seinen Koautoren selbst, weisen darauf hin, dass ihr Modell die ermittelte Klimasensitivität aufgrund struktureller Unsicherheiten systematisch unterschätzt haben kann.
Die entsprechende Meldung wurde von Klimawandelleugnern mit Interesse aufgenommen. Schmittner und seine Koautoren fassten die Studie auch in einer Pressemitteilung zusammen. Dabei stellten sie den menschlichen Anteil am Klimawandel keineswegs in Abrede. Die Wahrscheinlichkeit extremer Klimaänderungen in der nahen Zukunft wird nach den Ergebnissen der Studie geringer als zuvor angenommen. Über Land jedoch sind drastische Folgen möglich.

## Auszeichnungen und Herausgebertätigkeiten
- 2006 Early Career Award, Ocean Sciences Section of the American Geophysical Union
- Journal of Climate (01/2005 – 12/2008)
- AGU Geophysical Monograph Series book “Ocean Circulation: Mechanisms and Impacts”, vol. 173, 2007.